# Борима
Бо́рима (болг. Борима) — село в Ловецькій області Болгарії. Входить до складу общини Троян.

## Населення
За даними перепису населення 2011 року у селі проживали 869 осіб.
Національний склад населення села:
| Національність   | Кількість осіб | Відсоток |
| ---------------- | -------------- | -------- |
| турки            | 309            | 48,8%    |
| болгари          | 308            | 48,7%    |
| цигани           | 6              | 0,9%     |
| інша             | 5              | 0,8%     |
| не визначились   | 5              | 0,8%     |
| Всього відповіли | 633            |          |

Розподіл населення за віком у 2011 році:
Динаміка населення: